# Roman Hermann
Pour les articles homonymes, voir Hermann.
Roman Hermann, né le 27 mars 1953 à Schaan, est un coureur cycliste sur piste liechtensteinois. Il a notamment remporté 15 courses de six jours durant les années 1980. Il est élu Sportif liechtensteinois de l'année en 1974 et 1982.

## Palmarès

### Championnats du monde
- Leicester 1982
  -  Médaillé de bronze de la course aux points

### Six jours
- 1980 : Zurich (avec Horst Schütz)
- 1981 : Hanovre (avec Horst Schütz)
- 1984 : Buenos-Aires (avec Eduardo Trillini)
- 1985 : Dortmund (avec Josef Kristen)
- 1986 : Cologne, Madrid (avec Sigmund Hermann)
- 1987 : Münster, Stuttgart (avec Josef Kristen), Dortmund (avec Danny Clark), Bassano del Grappa (avec Moreno Argentin, Anthony Doyle)
- 1988 : Gand (avec Urs Freuler), Copenhague (avec Hans-Henrik Ørsted), Stuttgart (avec Dietrich Thurau), Grenoble (avec Charly Mottet)
- 1989 : Brême (avec Andreas Kappes)

### Championnats d'Europe
- 1979
  -  Médaillé de bronze du derny
- 1981
  -  Médaillé d'argent de l'américaine
- 1984
  -  Médaillé d'argent de l'américaine
- 1987
  -  Champion d'Europe de l'américaine (avec Josef Kristen)
- 1988
  -  Médaillé de bronze de l'américaine
  -  Médaillé de bronze du derny